# Пікрит

Пікрит (рос. пикрит, англ. picrite, osmond stone, нім. Pikrit m) — магматична ефузивна (гіпабісальна) ультраосновна гірська порода бідна на кремнезем, яка складається в основному з олівіну та авгіту.

## Етимологія та історія
Назва (Tschermak, 1866) походить від грецького πικρός (pikrόs) = гіркий, через високу концентрацію MgO, з гірким смаком. Однак спочатку цей термін вказував на різновид долериту або базальту, надзвичайно багатого олівіном і піроксеном. Він також використовувався як вулканічний еквівалент лужного польового шпату перидотиту та для багатих олівіном різновидів габро та тешеніту.
Австрійський мінералог і петрограф Г. Чермак (1836-1927) у 1866 році вперше застосував термін «пікрит» до меланократичних похідних тешенітових магматичних порід із Сілезії (на кордоні між Чехією та Польщею), багатих на олівін, що містять рогову обманку, титановий авгіт та ільменіт з невеликими кількостями плагіоклазу та анальциму. 
Сучасне використання цього терміна було розширено, щоб охопити вивержені гірські породи різного роду, розміру зерен і текстури зі складом, приблизно проміжним між олівіновими базальтами і перидотитами. Таким чином, типовий пікрит складається переважно з олівіну з меншими частками клінопіроксену або ортопіроксену, або обох, і з іншими компонентами (плагіоклаз ± фельдшпатоїди), що утворюють 5–25%.

## Загальний опис
Ультраосновна ефузивна або гіпабісальна гірська порода, збагачена олівіном або клінопіроксенами, що має звичайно порфірову або порфіровидну будову. Вкрапленики, крім олівіну і клінопіроксенів, часто представлені роговою обманкою, біотитом, флогопітом. Інтерстиції між вкраплениками заповнені у вулканічних П. девітрифікованою серпентинізованою, хлоритизованою основною масою, а у гіпабісальних — мікролітовим або дрібнокристалічним агрегатом піроксену. Текстура масивна. Колір породи звичайно темно-зелений до чорного, з ясно-зеленими або бурими вкраплениками олівіну. П. утворюють потоки лав, горизонти і товщі вулканічних брекчій, туфів, гіалокластитів, у гіпабісальній фації — дайки і сілли. Входять до складу ультрамафітових і мафіт-ультрамафітових комплексів, що виникають на геосинклінальній або пізньоорогенній стадії розвитку складчастих областей, а також до складу стратиформних мафіт-ультрамафітових інтрузій у зонах активізації платформ і серединних масивів.
Хімічний склад пікриту, за даними Міжнародного союзу геологічних наук 52 % > SiO2 > 30 %; MgO > 12 %; (K2O + Na2O) < 2 %. . Пікрити часто зустрічаються разом з діабазами і мають переважно порфірову структуру. У мінеральному складі лідирують світло-зелений олівін і темний авгіт. Вони також можуть містити рогову обманку, бронзит і біотит. Допоміжними частинами суміші менше одного відсотка є апатит і магнетит.
Термін раніше використовувався в більш широкому сенсі; у старій літературі також можна знайти визначення як «зелені дрібно-крупнозернисті вулканічні породи, що належать до сімейства базальтових порід» або «метабазальти з часткою понад 50 % олівіну» або «різновид долериту або базальту, який надзвичайно багатий на олівін і піроксен».

## Розповсюдження
Одне з небагатьох родовищ, де пікрит видобувається у Європі, знаходиться в Гірценхайні в Гессені. Природні камені, які там видобувають, використовуються для скульптур і надгробних пам'ятників. Цей камінь під назвою «Hessian New Green» піддається поліровці та є морозостійким. Поблизу є й інші знахідки подібного природного каменю («Dillenburger», «Rachelshäuser», «Bottenhorner» і «Aßlarer Pikrit»), усі з яких більш-менш суттєво змінені, і тому неясно, чи вони є сучасним визначенням пікриту. У 20 столітті пікрит добували поблизу Зайбіса (сьогодні район Розенталь-ам-Реннштайг у регіоні Бад-Лобенштайн) і використовували його для регіональних і національних будівельних проектів. У Росії є кілька родовищ пікриту. В Ісландії пікрит можна знайти в районі півострова Рейк'янесскагі і в районі озера Міватн.
Пікрити Шотландії та Чеської Республіки містять анальцим і тісно пов'язані з тешенітами. Інші пікрити більш чітко вапняно-лужні і пов'язані з діоритами або діабазами; до цього типу відносяться роговообманкові пікріти Гвінеда та Англсі, Уельс. Пікрити супроводжують діабази в девонських породах Фіхтельгебірге (у Німеччині) і Нассау (Рейнланд-Пфальц), а також Корнуолла і Девону(Девоншир), Англія.

## Додатково
Зайва назва доломіту.